# Alguma Coisa Podre!
Something Rotten! (no Brasil: Alguma Coisa Podre!) é uma comédia musical escrita por John O'Farrell e Karey Kirkpatrick com composições de Karey e Wayne Kirkpatrick . A história é ambientada em 1595, e segue os irmãos Bottom (no Brasil: do Rêgo Soutto), Nick e Nigel, que lutam para ter sucesso no mundo teatral renascentista enquanto competem com a popularidade selvagem de seu rival contemporâneo William Shakespeare.
Alguma Coisa Podre! estreou na Broadway no St. James Theatre, tendo alcançado sucesso comercial e de crítica. O musical tornou-se popular por sua metalinguagem, uma vez que é um musical que parodia e traz referências de outros musicais, alcançando boas avaliações até mesmo daqueles que não são grandes apreciadores do gênero.
Houve produções internacionais na Suécia, Coreia do Sul e Brasil

## Contexto
O musical começou com uma ideia que os irmãos Karey e Wayne Kirkpatrick tinham desde a década de 1990. Unindo-se a John O'Farrell (rsponsável pelas músicas), apresentaram o projeto ao produtor Kevin McCollum em 2010. Casey Nicholaw se juntou a equipe resultando na montagem de um workshop em 2014.
O musical faria uma produção teste pré-Broadway no 5th Avenue Theatre, em Seattle, Washington, em abril de 2015. No entanto, após as críticas positivas do workshop de 2014 seguidas da disponibilidade do St. James Theatre na Broadway, Kevin McCollum decidiu abrir o show sem o teste em Seattle. O laboratório de desenvolvimento ocorreu na cidade de Nova York em outubro de 2014, com Casey Nicholaw como diretor e coreógrafo.

## Produções

### Broadway (2015–2017)
Something Rotten! iniciou suas previews na Broadway em 23 de março de 2015, no St. James Theatre. A estreia oficial ocorreu em 22 de abril. O show foi dirigido e coreografado por Casey Nicholaw, com cenários desenhados por Scott Pask, figurinos de Gregg Barnes e iluminação de Jeff Croiter. A produção foi encerrada em 1º de janeiro de 2017 após 742 apresentações. Foi indicado a dez prêmios Tony, incluindo Melhor Musical, e ganhou um (Melhor Ator em Musical).

### Turnês nacionais nos EUA (2017–2019)

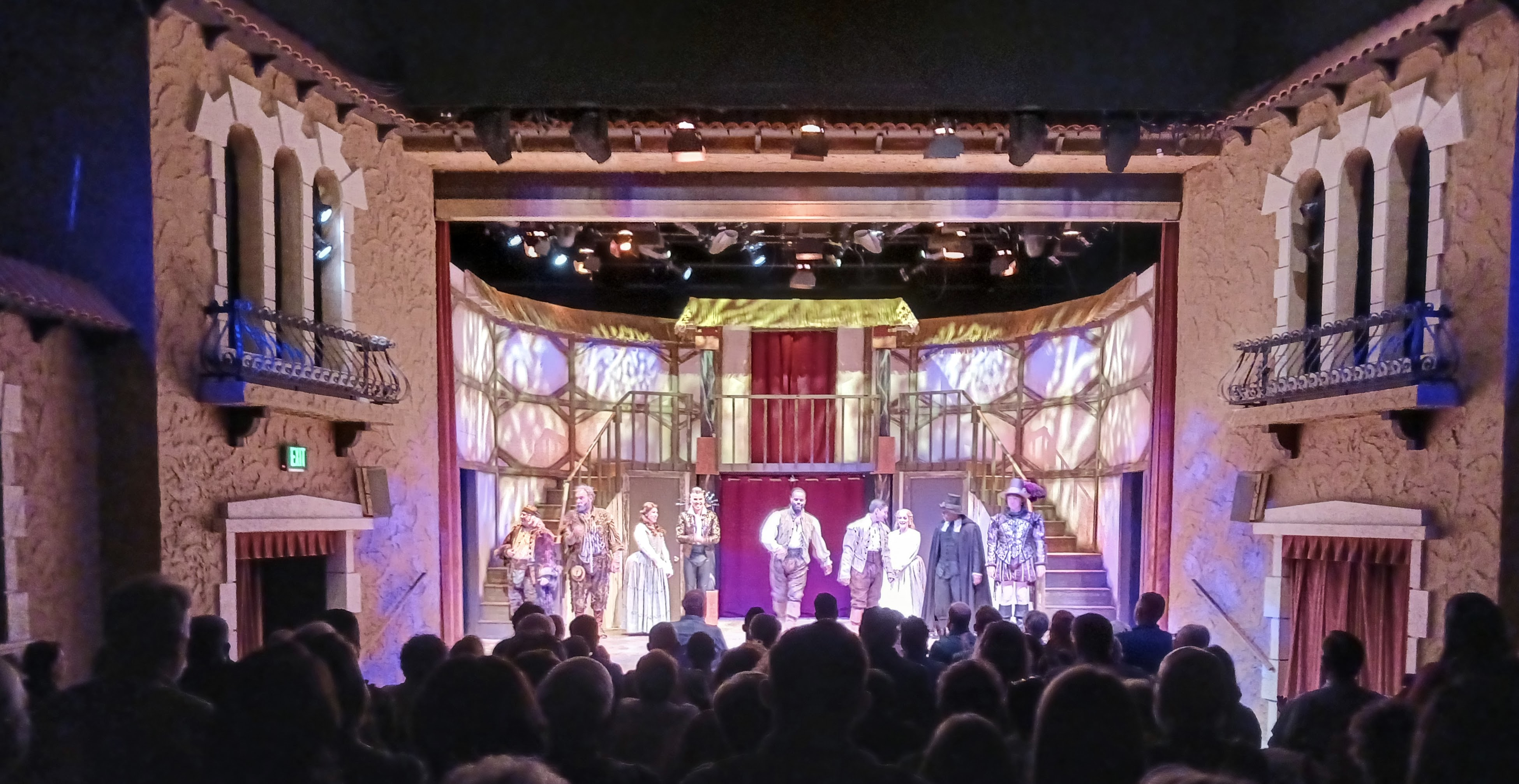
Uma produção de 2023 de Something Rotten! em Winter Garden, Flórida

As turnês nacionais da peça iniciaram-se em 2017. O show lançou iniciou previews no Proctors Theatre em Schenectady, Nova York, em 10 de janeiro de 2017. Uma semana depois, em 17 de Janeiro, a turnê americana de Something Rotten! estreou oficialmente na Boston Opera House. O elenco da turnê contou com Rob McClure (Nick Bottom), Adam Pascal (Shakespeare) e Josh Grisetti (Nigel Bottom).
Foi lançado também uma turnê nacional Não-Réplica que estreou em 19 de setembro de 2018 no RiverCenter for the Performing Arts em Columbus, Geórgia. A turnê foi estrelada por Matthew Janisse (Nick Bottom), Matthew Baker (Shakespeare) e Richard Spitaletta (Nigel Bottom) e foi dirigida por Steve Bebout (diretor associado na produção original da Broadway). A turnê se encerrou em junho de 2019, no Chungmu Art Center Grand Theatre em Seul, Coreia.

### Karlstad, Suécia (2018–2019)
Uma produção sueca foi montada e exibida entre novembro de 2018 e março de 2019 na Wermland Opera em Karlstad, Suécia. A montagem foi dirigida por Markus Virta e contou com tradução de Calle Norlén.

### Seul (2020)
Uma produção apresentada em coreano estava originalmente programada para ser exibida de agosto a outubro de 2020 no Chungmu Art Center Grand Theatre, em Seul. Devido à pandemia de COVID-19, algumas das apresentações foram canceladas.

### Frankfurt, Alemanha (2023)
Uma produção na Alemanha será exibida de 7 de novembro de 2023 a 31 de março de 2024 no The English Theatre Frankfurt, dirigida e coreografada por Ewan Jones. Devido uma reforma no teatro, a temporada foi encurtada, tendo sido finalizada no dia 14 de janeiro de 2024.

### São Paulo, Brasil (2023-2024)

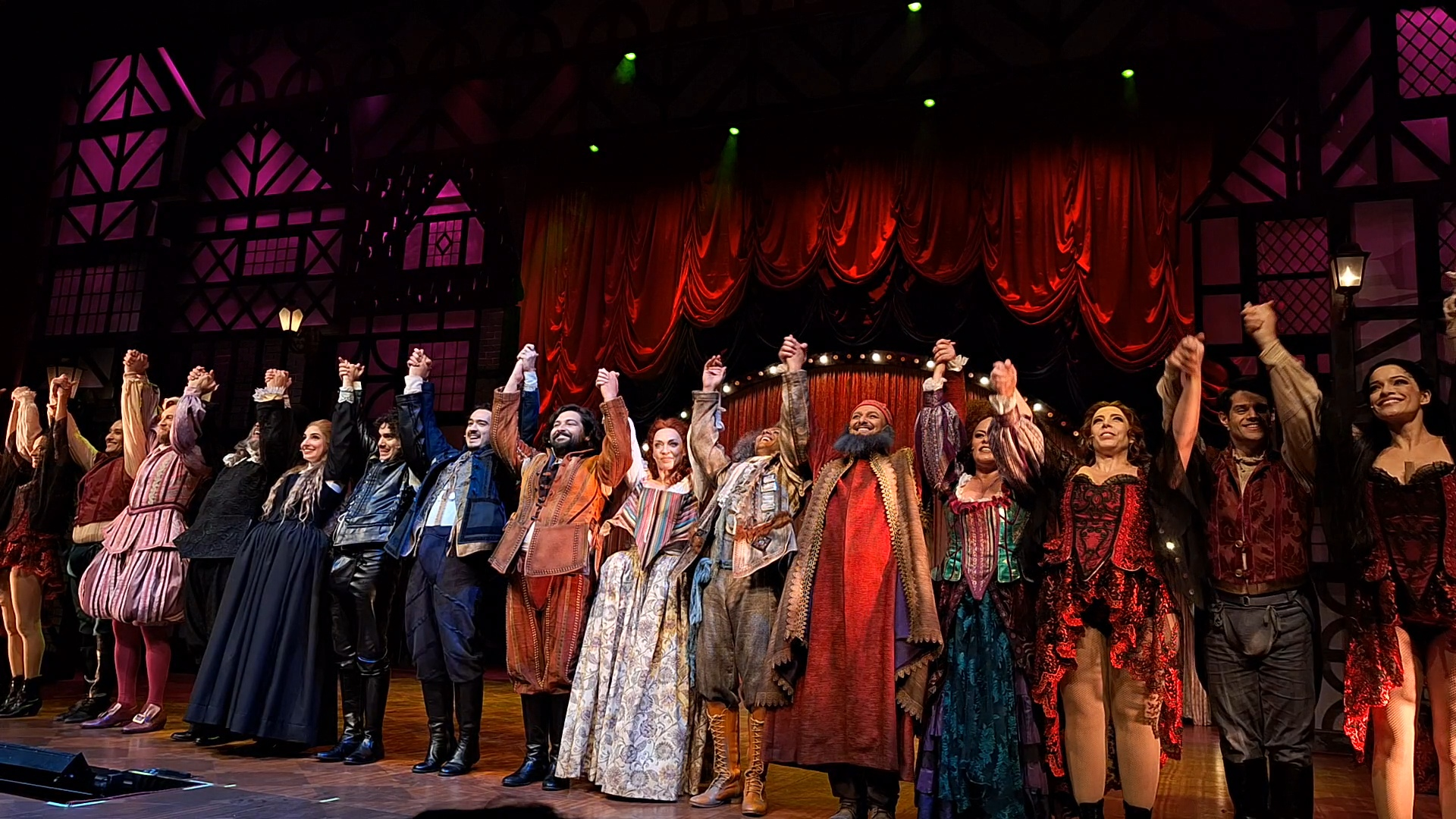
Elenco brasileiro agradecendo após sessão em São Paulo, 2023

A primeira produção brasileira foi anunciada com estreia em São Paulo, com produção da Touché Entretenimento e Barho Produções. Gustavo Barchilon dirigiu, enquanto Claudio Botelho foi o responsável pela adaptação do musical para o Brasil. Em abril de 2023, foi anunciado que Marcos Veras estrelaria o musical, junto com mais nomes do elenco principal. O musical estreou oficialmente no Teatro Porto Seguro em 16 de Junho de 2023, com todos os ingressos vendidos antecipadamente.
A produção conquistou grande sucesso de público (com diversas sessões esgotadas), além de boa recepção da crítica, que elogiou o texto, as adaptações para o Brasil, as atuações e o ótimo timing de comédia do elenco. A produção foi aclamada pelo colunista da Folha de S.Paulo, Tony Goes que considerou um dos melhores musicais do ano. A montagem brasileira ainda consagrou-se como uma das principais produções da temporada de musicais paulistana do ano, ao ser indicada em diversas categorias do Prêmio Bibi Ferreira (maior honraria do gênero no cenário teatral de São Paulo), incluindo Melhor Ator e Ator Coadjuvante, Melhor Versão e Melhor Musical.
A temporada encerrou-se em 6 de Agosto, novamente com sessões esgotadas. Um dia após o fim da temporada, foi anunciado nas redes sociais oficiais da produção que uma nova temporada estrearia em breve.
Em Janeiro de 2024 foi anunciado a nova temporada da produção brasileira, com uma nova temporada em São Paulo, a estrear em 11 de Maio.

### Rio de Janeiro, Brasil (2024)
Após o êxito da temporada paulistana, uma temporada no Rio de Janeiro foi anunciada, com estreia em 5 de Abril no Teatro Casa Grande. A produção repetirá parte do elenco paulistano.

## Sinopse

### Ato I
O musical abre com o Menestrel dando as boas-vindas ao público ao Renascimento Inglês ("Welcome to the Renaissance") ("Olha a Renascença Aí", no Brasil). Ele se refere a Nick Bottom (Nick do Rêgo Soutto, no Brasil), que dirige uma trupe de teatro com seu irmão Nigel. Eles estão ensaiando para sua próxima peça "Ricardo II", enquanto William Shakespeare (referido como "o Bardo") está abrindo Romeu e Julieta . Lord Clapham, um patrono que confia nos irmãos e arrecada fundos para sua trupe, entra para anunciar que Shakespeare está fazendo Ricardo II . A notícia indigna Nick, como Shakespeare já fez com Ricardo III, e a ideia de voltar atrás lhe parece absurda. Ele reclama sobre seu ódio por Shakespeare para os membros da trupe, que ficam horrorizados ("God, I Hate Shakespeare") ("Vai Se Fuder, Shakespeare", no Brasil). Lord Clapham vai embora, dizendo aos irmãos que interromperá seus fundos, a menos que eles façam outra peça na manhã seguinte.
Nigel e Nick vão para sua pequena casa e, no caminho, Nick encontra Shylock, o judeu. Shylock expressa o desejo de ajudar a financiar a trupe, mas Nick o rejeita porque é ilegal empregar um judeu. Bea, esposa de Nick, conta a eles os acontecimentos de seu dia e como ela preparou o jantar enquanto o serve. Eles estão economizando para uma vida melhor e, quando Nick tenta abrir o Mealheiro, Bea dá um tapa na mão dele. Bea diz a ele como ela poderia ajudá-los, mas Nick é ambivalente ("Right Hand Man") ("Deixa Eu Ser Seu Produtor", no Brasil). Apesar dos argumentos de Nick, Bea sai para fazer trabalhos que Nick afirma serem para homens. Enquanto Nigel dorme, Nick enfrenta o verdadeiro motivo pelo qual odeia Shakespeare: "o Bardo" faz Nick se sentir constrangido ("God, I Hate Shakespeare" (reprise)) ("Vai Se Fuder, Shakespeare" (reprise), no Brasil). Ele gostaria que houvesse uma maneira de superar Shakespeare e rouba do Mealheiro para ver um adivinho. Ele encontra um adivinho chamado Thomas Nostradamus (Francisco "Chiquinho" / Toninho da Silva Nostradamus,  no Brasil), sobrinho do famoso adivinho Nostradamus ). Nick pergunta qual será a próxima grande novidade no teatro, e Nostradamus diz que será "um musical", uma peça onde "um ator diz suas falas e do nada ele começa a cantar". Nick acha isso ridículo, mas rapidamente aceita a ideia ("A Musical") ("É Um Musical", no Brasil).
Mais tarde, Nick conhece Nigel na rua. Nigel acaba de conhecer Portia, filha do irmão Jeremiah (Jeremias, no Brasil); eles imediatamente se apaixonam. Nick diz a ele que ele não deveria persegui-la porque ela é puritana . Os puritanos vão embora e Nick conta a Nigel o que o adivinho disse, mas se esquece de dizer que não foi ideia de Nick. Nigel quer fazer "The Brothers from Cornwall", a história da vida dos dois irmãos, mas Nick veta dizendo que tem que ser maior, e decide fazer uma peça sobre a Peste Negra . A trupe canta uma música para Lord Clapham ("The Black Death") ("A Morte", no Brasil), que fica enojado e abandona a trupe.
Nigel se senta para tentar escrever uma nova peça. Portia foge para vê-lo, e eles descobrem mais sobre suas semelhanças, principalmente na forma como ambos amam poesia ("I Love the Way") ("Onde as Palavras Me Levam Eu Vou", no Brasil). Um mensageiro chega com um convite para Nigel ir ao "Shakespeare in the Park" e uma festa na casa do Bardo depois. Nigel explica a Portia que enviou um de seus sonetos para Shakespeare analisar. Nigel pergunta ao mensageiro se Portia pode ser sua acompanhante.
No parque, Shakespeare se apresenta para o povo ("Will Power"). Nigel e Portia vão para a festa depois, onde Portia fica bêbada. Shakespeare pede para ler o diário de poemas e escritos de Nigel, mas Nick vai até Shylock e repreende Shakespeare por tentar roubar as ideias de Nigel, além de repreender Nigel por sua ingenuidade. O irmão Jeremiah (Jeremias, no Brasil) então corre para encontrar Portia bêbada e mais uma vez repreende Nigel. Desesperado e sem opções, Nick finalmente concorda em deixar Shylock investir em sua peça.
Nick volta para Nostradamus com o que sobrou do dinheiro que roubou do Mealheiro. Ele pergunta a Nostradamus qual será o novo sucesso de Shakespeare. Nostradamus vê Hamlet, mas o interpreta erroneamente como "Omelete", entre outros erros (como o Príncipe comendo um doce dinamarquês em vez de ser um príncipe dinamarquês). Nick fica animado com as possibilidades de sucesso e sonha com um futuro em que multidões torcem por ele e Shakespeare se curva diante dele ("Bottom's Gonna Be on Top") ("O Rêgo Soutto Agora Senta o Pau", no Brasil).

### Ato II
O Menestrel dá as boas-vindas ao público e conta sobre o estresse que os irmãos Bottom e Shakespeare enfrentam ("Welcome to the Renaissance" (reprise)) ("Olha a Renascença Aí" (reprise), no Brasil) . Shakespeare mostra o estresse que enfrenta ao tentar escrever sucessos e administrar sua fama ("Hard to Be the Bard") ("É Cruel, no Brasil). Um espião diz a ele que os irmãos estão tentando roubar o próximo sucesso de Shakespeare. Um entusiasmado Shakespeare decide se disfarçar de "Toby Belch" e fazer um teste para a trupe dos irmãos, a fim de roubar a peça.
Enquanto isso, a trupe ensaia "Omelette: The Musical" ("Omelete: O Musical", no Brasil) ("It's Eggs!") ("Ovos!", no Brasil). Shylock se tornou seu novo investidor, embora eles não consigam encontrar um título que torne seu papel legal. Quando alguns dos atores suspeitam de Nostradamus e do motivo de ele estar no teatro, Nick mente e diz que Nostradamus é ator. Se passando por “Toby Belch”, Shakespeare chega ao teatro e é contratado pela companhia. Ele fica surpreso ao saber que seu sucesso é sobre ovos.
Nigel foge para London Bridge para ver Portia, onde lê para ela outro poema sobre seu amor por ela. Ele se preocupa com o futuro deles juntos, mas Portia o tranquiliza dizendo que todos, até mesmo Nick e o irmão Jeremiah (Jeremias, no Brasil)  mudarão de ideia sobre seu relacionamento quando ouvirem os lindos sonetos de Nigel ("We See the Light") ("A Luz Brilhou Em Nossos Caminhos", no Brasil). Nigel não está muito feliz com "Omelette" ("Omelete", no Brasil) e afirma que não parece certo. O irmão Jeremiah (Jeremias) interrompe os amantes e leva Portia para ser presa em uma torre por desobediência. Triste pela perda de seu amor, Nigel se inspira para escrever uma peça completamente diferente que se revela ser Hamlet .
Nigel vai ao teatro no dia seguinte e conta a Nick sobre suas novas melhorias. Eles entram em uma grande discussão e Shakespeare tenta tirar vantagem da briga para conseguir seu golpe ("To Thine Own Self") ("Quando Eu Acreditar", no Brasil). Nigel ferido sai para a rua e é confrontado por Shakespeare, que rouba seu golpe sob o pretexto de "melhorá-lo". Mais tarde, Nigel encontra Bea, que lhe explica que eles ainda devem confiar em Nick porque sempre podem recorrer a ele se precisarem ("Right Hand Man" (reprise)) ("Deixa Eu Ser Seu Produtor" (reprise), no Brasil).
Nick também está com dúvidas sobre "Omelette: The Musical" ("Omelete: O Musical", no Brasil, mas descarta essas dúvidas quando descobre que a cidade fez fila ao redor do teatro para comprar ingressos. Ele e a trupe se preparam para o show ("Something Rotten!") ("Algo Podre!", no Brasil. Assim que o público chega, eles apresentam um número de dança bombástico que tem muitas referências a musicais modernos (como O Rei Leão e O Fantasma da Ópera ) ("Make an Omelette") ("Faça Um Omelete", no Brasil). No final do número, Shakespeare se revela e processa os irmãos. A trupe e Nigel descobrem que Nostradamus é um adivinho e ficam horrorizados.
No tribunal, Shylock, Nick, Nigel e Nostradamus estão em julgamento e prestes a serem condenados à decapitação quando Bea entra disfarçada de advogada. Ela faz Nick confessar que roubou do Mealheiro e diz ao juiz que decapitá-lo seria redundante porque ele já perdeu a cabeça. Ela fez um acordo com Shakespeare de que eles seriam exilados para a América ("To Thine Own Self:" (reprise)) ("Quando Eu Acreditar" (reprise), no Brasil). Ela conta que sempre quiseram uma nova casa de campo e estão conseguindo uma casa em um novo país. Portia então chega, tendo escapado da torre. Ela renuncia aos ideais de seu pai e se junta aos Bottoms (do Rêgo Soutto, no Brasil), Shylock e Nostradamus no exílio.
Eles chegam na América e contam ao público sobre as novas oportunidades no Novo Mundo ("Finale"). Nick ouve falar da abertura da nova obra-prima de Shakespeare, Hamlet, ao que Nostradamus responde: "Eu estava tão perto".

## Música

### Números musicais

#### Produção Original da Broadway
Fonte: Internet Broadway Database
| Ato I - "Welcome to the Renaissance" – Menestrel e Elenco - "God, I Hate Shakespeare" – Nick, Nigel e A Trupe - "Right Hand Man" – Bea, Nick, Nigel - "God, I Hate Shakespeare" (reprise) – Nick - "A Musical" – Nostradamus, Nick e Elenco - "The Black Death" – Nick, Nigel e A Trupe - "I Love the Way" – Portia e Nigel - "Will Power" – Shakespeare e Elenco - "Bottom's Gonna Be on Top" – Nick e Elenco | Ato II - "Welcome to the Renaissance" (reprise) – Menestrel - "Hard to Be the Bard" – Shakespeare e Elenco - "It's Eggs!" – Nick e A Trupe - "We See the Light" – Portia, Nigel, Irmão Jeremiah, Nick, Elenco - "Nigel's Theme" – Nigel - "To Thine Own Self" – Nigel, Nick, Shakespeare e A Trupe - "Right Hand Man" (reprise) – Bea - "Something Rotten!" – A Trupe - "Make an Omelette" – Nick e Elenco - "To Thine Own Self" (reprise) – Nick e Nigel - "Finale" – Elenco |

#### Produção Brasileira de 2023/2024
Fonte: Programa Oficial da Peça
| Ato I - "Olha a Renascença Aí!" – Menestrel e Companhia - "Vai Se Fuder Shakespeare" – Nick, Nigel e A Trupe - "Deixa Eu Ser Seu Produtor?" – Bea - "Vai Se Fuder Shakespeare" (reprise) – Nick - "É Um Musical" – Nostradamus, Nick e Companhia - "A Morte" – A Trupe - "Onde As Palavras Me Levam Eu Vou" – Portia e Nigel - "Will Power" – Shakespeare e Companhia - "O Rego Soutto Agora Senta o Pau" – Nick e Companhia | Ato II - "Olha a Renascença Aí!" (reprise) – Menestrel e Companhia - "É Cruel" – Shakespeare e Companhia - "Ovos!" – Nick e A Trupe - "A Luz Brilhou em Nossos Caminhos" – Portia, Nigel, Irmão Jeremiah, Nick e Companhia - "Quando Eu Acreditar" – Nigel, Nick, Shakespeare e A Trupe - "Deixa Eu Ser Seu Produtor" (reprise) – Bea - "Algo Podre!/Omelete" – Nick e Companhia - "Quando Eu Acreditar" (reprise) – Nick - "Final" – Companhia |

### Gravação
Em 2 de junho de 2015, A Ghostlight Records lançou um álbum original com a gravação do elenco da Broadway de Something Rotten!.
Na gravação, as músicas "Something Rotten!" e "Make an Omelette" são combinadas em uma mesma faixa devido à pouca duração da primeira.

## Personagens e elenco
| Personagem                      | Elenco Original da Broadway (2015) | Turnê Nacional dos EUA (2017-18) | Produção Brasileira de São Paulo e Rio de Janeiro (2023-2024) |
| ------------------------------- | ---------------------------------- | -------------------------------- | ------------------------------------------------------------- |
| Nick                            | Brian d’Arcy James                 | Rob McClure                      | Marcos Veras                                                  |
| Nigel                           | João Cariani                       | Josh Grisetti                    | Leo Bahia                                                     |
| Willian Shakespeare             | Christian Borle                    | Adam Pascal                      | George Sauma                                                  |
| Bea                             | Heidi Blickenstaff                 | Maggie Lakis                     | Laila Garin                                                   |
| Portia                          | Kate Reinders                      | Autumn Hurlbert                  | Bel Lima                                                      |
| Nostradamus                     | Brad Oscar                         | Blake Hammond                    | Wendell Bendelack                                             |
| Irmão Jeremiah (Irmão Jeremias) | Brooks Ashmanskas                  | Scott Costa                      | Rodrigo Miallaret                                             |
| Shylock                         | Gerry Vichi                        | Jeff Brooks                      | Tony Germano                                                  |
| Lorde Clapham / Juiz            | Pedro Bartlett                     | Joel Newsome/Patrick John Moran  | Thiago Perticarrari                                           |
| Menestrel                       | Michael James Scott                | Nick Rashad Burroughs            | Andrea Marquee                                                |

### Substituições notáveis da Broadway
- Nick Bottom: Rob McClure
- Nigel Bottom: Josh Grisetti
- William Shakespeare: Will Chase, Adam Pascal
- Bia: Leslie Kritzer
- Portia: Catherine Brunell
- Lord Clapham/Mestre da Justiça: Edward Hibbert